# Municipio de Prairie Creek (condado de Nance)
El municipio de Prairie Creek (en inglés: Prairie Creek Township) es un municipio ubicado en el condado de Nance en el estado estadounidense de Nebraska. En el año 2010 tenía una población de 153 habitantes y una densidad poblacional de 1,33 personas por km².

## Geografía
El municipio de Prairie Creek se encuentra ubicado en las coordenadas 41°21′31″N 97°45′45″O / 41.35861, -97.76250. Según la Oficina del Censo de los Estados Unidos, el municipio tiene una superficie total de 115.08 km², de la cual 114,44 km² corresponden a tierra firme y (0,55 %) 0,63 km² es agua.

## Demografía
Según el censo de 2010, había 153 personas residiendo en el municipio de Prairie Creek. La densidad de población era de 1,33 hab./km². De los 153 habitantes, el municipio de Prairie Creek estaba compuesto por el 98,04 % blancos y el 1,96 % eran de una mezcla de razas. Del total de la población el 1,96 % eran hispanos o latinos de cualquier raza.